# Bachillerato

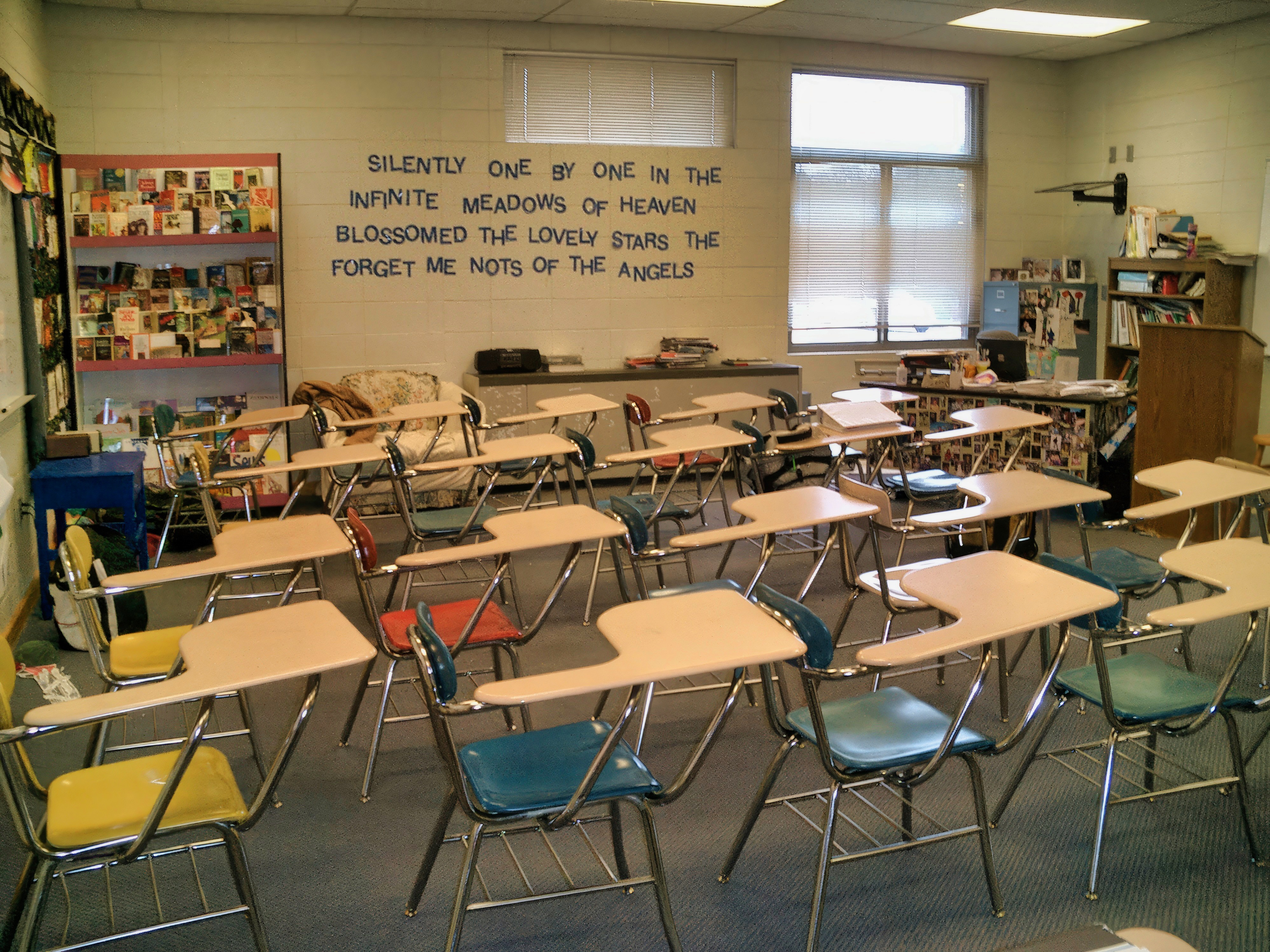
Un aula de la escuela Bachillerato Hayesville en el condado de Clay, Carolina del Norte, en 2004.

Bachillerato es la denominación de un programa académico que varía mucho de unos países a otros, tanto en su duración como en su categorización. Mientras en algunos países, incluidos los de habla hispana, el término bachillerato hace referencia a la etapa final de la educación secundaria, previa a los estudios universitarios o superiores en general; en países de habla inglesa, el término Bachelor's degree y sus homólogos en otros idiomas hacen referencia al grado académico que se obtiene al culminar los estudios universitarios de pregrado. La persona que ha culminado con éxito esta etapa educativa se le conoce como «bachiller».

## Historia
En la enseñanza española (e hispanoamericana) de los siglos XIII al XVII o XVIII, el título de «bachiller» era el grado menor de los estudios universitarios, que facultaba para ejercer una profesión sin necesidad de llegar a los Grados Mayores (licenciado y doctor). Se estudiaba en los colegios menores de las universidades. Es conocido, por el Quijote, el Bachiller Sansón Carrasco.
Todo esto entraña un problema de comprensión de lo que el bachillerato significa, de su historia y aparición académica como una necesidad para dar al futuro profesional una comprensión global del mundo natural y de su cultura.
El remoto origen del bachillerato se encuentra en los grupos de estudio del clero regular, en sus monasterios para prepararse para el debate con las demás sectas y corrientes religiosas diversas que existían en la Edad Media. Esas eran las Escuelas Monacales que capacitaban teólogos. También existía el Clero Secular (que es el que convive con el Siglo, con la gente y que administra los bienes materiales de la Iglesia), que hasta el siglo X u XI no tenía enseñanza propia, por lo que a menudo su instrucción dejaba mucho que desear. Los obispos crearon entonces las escuelas episcopales en donde, a diferencia de las escuelas monacales, no solamente producían teólogos, sino que también estudiaban las ciencias y las artes liberales reconocidas por la Iglesia y se admitía la presencia de seglares. En estas escuelas es donde se empezó a aplicar el Trivium y el Quadrivium, programa de enseñanza considerado indispensable de asimilar para que luego el educando pudiera ocuparse del aprendizaje de un oficio del cual habría de vivir.
El Quadrivium o enseñanza superior comprendía la aritmética, la música, la geometría y la astronomía, en cuanto estas disciplinas se relacionaban con la religión y la teología en particular, consideradas en aquella época medieval como el ápice de toda cultura. La aritmética se consideraba vital para satisfacer las necesidades de cuantificación de los bienes eclesiásticos. El estudio de la música fue introducido por Carlomagno en las escuelas catedralicias para acompañar las diversas ceremonias del culto. La geometría no era estudiada con tanto interés, y sus cálculos se aplicaban a la metafísica y a la física: sus demostraciones eran más bien racionales que empíricas. Con ellas se estudiaba la geografía. Por último, la parte final del Quadrivium era la astronomía, a la cual los árabes dieron un gran impulso durante el periodo en el que ocuparon España. Fue poco cultivada en el resto de Occidente, limitándose por lo general al conocimiento del curso del Sol, la Luna, el Zodíaco y otras constelaciones, el anuncio de los eclipses y el manejo del astrolabio.
A fines del siglo XII, el papa Inocencio III autorizó la creación de los primeros Estudios Generales, que más tarde se llamaron Universidades, destacando el de París y en los que se estableció la independencia de la institución en la enseñanza de las ciencias y las artes respecto al Rey y al Obispo.
Este es el remoto origen de la autonomía universitaria. Los teóricos de entonces discutieron dónde ubicar la carga cultural del educando y, adoptando en lo esencial al Trivium y al Quadrivium, lo situaron en una etapa previa a la enseñanza de un oficio profesional, a fin de dar al estudiante las bases culturales a las que retornaría una vez graduado para desarrollar su cultura. A este período se le llamó Baccalaureus (de donde procede su nombre de bachillerato). También se le llamaba Baccalaureatis, porque al educando, al graduarse, se le coronaba con una rama de laurel. No obstante esto, el término procede del latín y significaba el tenedor de una pequeña granja agrícola. De ahí proceden los que durante el Medievo se denominaron escuderos, (ecuyeres en Francia). En español, como dice el diccionario de la RAE, procede del francés medieval. Modernamente se ha bautizado como Escuela Preparatoria, por su objetivo funcional de preparar culturalmente al estudiante en una fase previa a su enseñanza profesional. En suma, el bachillerato es la única y privilegiada oportunidad en que el estudiante recibe las bases de la cultura universal de un modo sistemático.
En los países de habla inglesa se ha conservado la titulación como tal (bachelor's degree), mientras que en la mayoría de los de habla hispana se ha convertido en un título asignado a la enseñanza secundaria.

## Modalidades por país

### En Argentina
Luego de haber cursado los estudios primarios, es decir a partir de los 12 o 13 años de edad, el título de Bachiller se obtiene al finalizar 5 o 6 años de estudios secundarios en cualquier escuela pública o privada de dicha modalidad, autorizada por el Ministerio de Educación jurisdiccional (en Argentina, la educación está descentralizada y depende de cada una de las Provincias y la ciudad autónoma de Buenos Aires).
Existen bachilleratos con distintas orientaciones, todos ellos tienen una serie de asignaturas comunes que hacen a una educación básica para que el alumno pueda proseguir los estudios universitarios. Entre esas orientaciones se pueden encontrar especialización en jurídico-contable, en docencia, turismo, pedagogía, letras, físico-matemática, informática, ciencias biológicas, comunicación social, administración, gestión de organizaciones, estadística sanitaria, lenguas extranjeras, etc.
El título de Bachiller es imprescindible y obligatorio para iniciar cualquier clase de estudios universitarios o terciarios. En la actualidad, aquellos mayores de 25 que cuenten con estudios primarios completos o secundarios incompletos pueden realizar un examen especial previo al CBC (en caso de la UBA) para ingresar y ser admitidos en caso de demostrar que cuentan con la educación requerida.
En Argentina el Bachillerato para adultos es de 3 años y existe bachillerato con diferentes modalidades. Hay que ser mayor de edad (18); pero hay algunas excepciones.

### En Bolivia
Bachiller puede referirse a una persona con 14-16 años de estudios (cuando se trata de las ramas de ciencias o artes), o 12 años de estudios (cuando se trata de ramas técnicas o humanísticas). Así que puede ser calificado escribir como universitario o no, dependiendo de la rama.

### En Chile
Bachillerato es la denominación de un programa académico alternativo de ingreso a la universidad que implementaron en 1993 las universidades Chilenas, entre ellas Universidad de Chile, Pontificia Universidad Católica de Chile y Pontificia Universidad Católica de Valparaíso. A quien ha completado un ciclo inicial de estudios universitarios de cuatro semestres en dos años de duración se le otorga el grado de Bachiller.
Se trata de un programa académico conformado por un conjunto de cursos, laboratorios, trabajos o talleres que permite obtener una formación básica, de carácter más general, y que habilita para proseguir los estudios conducentes a los tradicionales grados académicos y títulos profesionales que las Universidades ofrecen.
El Programa de Bachillerato tiene dos vertientes: la mención en Ciencias Naturales y Exactas (Universidad del Bío-Bío) y la mención en Humanidades y Ciencias Sociales en la Universidad de Chile y el Bachillerato en Ciencias, y el Bachillerato en Ciencias Sociales y Humanidades, en la Universidad Católica de Chile.
En los años siguientes se han ido sumando el Bachillerato en Ciencias en Pontificia Universidad Católica de Valparaíso que es conducente a elegir la carrera de elección dentro de este programa al igual que, el Bachillerato en Humanidades y Ciencias de la Universidad de Santiago de Chile (USACH), el Bachillerato en Humanidades de la Universidad de Concepción. También la Universidad San Sebastián y la Universidad Andres Bello cuentan con el programa de Bachillerato en Ciencias de la Salud, el cual les otorga el grado de bachiller y les permite continuar en carreras del área de la salud o de la actividad física.
En todos los casos el Programa de Bachillerato está pensado para aquellos estudiantes que obtienen un muy buen rendimiento en la educación media reflejado en los resultados de la Prueba de Selección Universitaria (PSU), y que al tener una diversidad de intereses requieren todavía de un tiempo de exploración, pues no tienen claramente definida su vocación o prefieren postergar la elección de carrera, mientras estudian disciplinas básicas en las distintas áreas de su interés.
Asimismo está pensado para aquellos estudiantes que solo desean un primer grado de carácter universitario que les entregue una formación científica y cultural básica, para enfrentar el mundo del trabajo en forma más idónea.

### En Colombia
Desde la Ley General de Educación de 1994 la educación formal en Colombia se divide en tres niveles: Un grado de preescolar (aunque antes de esta se encuentra el programa opcional de jardín A y B); nueve grados de educación básica: 5 en primaria y 4 en secundaria; y dos grados de educación media vocacional conocido como bachillerato. Todos los grados anteriores pueden ser estudiados en el mismo establecimiento educativo siempre y cuando este cuente con la aprobación necesaria, aunque en el caso de los pueblos pequeños hay establecimientos educativos únicamente diseñados para los 5 grados de primaria, y otros para los 6 grados de secundaria y media (bachillerato). El último grado de la educación media es el grado undécimo, el título recibido al terminar la educación media es de bachiller académico o bachiller técnico (cuando recibe formación técnica) que lo habilita para ingresar a la educación superior en cualquiera de sus niveles y carreras.
La educación media se divide en académica para intensificar en las ciencias (naturales o sociales), las humanidades (incluidas las lenguas extranjeras) y el arte; y técnica, para el desempeño laboral en uno de los sectores de la producción y los servicios. Desde el año 2002 se ha venido estableciendo una mayor relación entre educación y trabajo, incluyéndose las competencias laborales a la educación, y fue el chileno José Joaquín Brunner quien realizó la revisión bibliográfica. En el año 2006 surge la ley 1014 para el fomento de la cultura del emprendimiento y más tarde la ley 1064 para el fortalecimiento de la educación para el trabajo en la que se erradica el concepto de educación no formal, para ser reemplazada por Educación para el trabajo y el desarrollo humano.

### En Costa Rica
En Costa Rica, la Educación Básica se divide en 6 años de educación primaria (primera parte de la educación general básica) y 5 o 6 años de educación secundaria dividida en 3 años más de educación básica, y 2 de educación media diversificada (3 en colegios técnicos), después de concluidos estos dos ciclos se realizan los exámenes de educación media diversificada y el estudiante que los aprueba obtiene el título de Bachillerato en Educación Media. Este título es necesario para aspirar a la Educación Superior en universidades.
Sin embargo, el bachillerato universitario es una calificación superior que es otorgada tanto por universidades, con financiamiento público o privado, luego de concluir 3 o 4 años de acuerdo al plan de estudios en la carrera cursada. En el primer nivel de la educación superios, el grado, los estudiantes pueden optar por una licenciatura al cursar un año más de estudios (siempre que exista el plan). El bachillerato o la licenciatura son en su mayoría reconocidos como titulaciones equivalentes al "Bachelor's degree" en otros países.

### En Ecuador
En Ecuador, se denomina Bachiller de la República a aquellas personas que han terminado con éxito la escuela o colegio secundario, lo cual les permite estudiar en una Universidad. Al terminar la secundaria se obtiene el título de Bachiller de la República del Ecuador técnico o en ciencias con especialización en alguna de las alternativas a elegir. Es decir, un título de Bachiller en Ciencias con especialización en físico-matemáticas, químico-biológicas, sociales o educación, los cuales podían ser elegidos dependiendo de los establecimientos educativos secundarios en los últimos años de colegio. O un título de Bachiller Técnico en agronomía, mecánica industrial o automotriz, secretariado, comercio o administración.
Para obtener el título de bachiller, los alumnos dan pruebas escritas, orales o servicio comunitario después de doce años de estudio (primaria y secundaria). Los colegios denominados como experimentales, tienen más campo de decisión en su currículo que el resto de los centros educativos.
Desde el año 2011 se aplica el Bachillerato General Unificado (BGU), por lo que los estudiantes en la actualidad, dependiendo del establecimiento educativo, tendrán un título de bachiller en ciencias o uno título de bachiller técnico, se sobre entiende que con esto se eliminan las especializaciones.
El Bachillerato General Unificado (BGU) es el nivel educativo que sigue a la Educación General Básica Superior y se imparte en tres años obligatorios, dirigidos a jóvenes de 15 a 17 años, con el objetivo de garantizar una formación sólida que les permita acceder a la educación superior o insertarse en el mundo del trabajo.

#### Plan de Estudios 2025
El currículo del BGU se organiza en áreas curriculares y asignaturas, con una carga horaria semanal de 35 horas en el tronco común y hasta 40 horas en las modalidades de Bachillerato Técnico.
Este plan, desarrollado por la Dirección Nacional de Currículo, está estructurado en:
- Tronco Común: Lengua y literatura, Matemática, Ciencias Sociales, Ciencias Naturales, Educación Física, Educación Cultural y Artística, Lengua Extranjera (Inglés) y Módulo Interdisciplinar de Emprendimiento y Gestión.
- Bachillerato en Ciencias: profundización en Física, Química, Biología y Matemáticas avanzadas.
- Bachillerato Técnico: especialidades como Informática, Agropecuaria, Turismo, Electricidad, entre otras.

#### Grados
1. Primer Año de BGU (15–16 años)
2. Segundo Año de BGU (16–17 años)
3. Tercer Año de BGU (17–18 años)

#### Campos curriculares y asignaturas
- Lengua y Literatura (6 h/sem.)
- Matemática (6 h/sem.)
- Ciencias Sociales (5 h/sem.)
- Ciencias Naturales (5 h/sem.)
- Educación Física (2 h/sem.)
- Educación Cultural y Artística (2 h/sem.)
- Lengua Extranjera (Inglés) (5 h/sem.)
- Módulo Interdisciplinar: Emprendimiento y Gestión (2 h/sem.)

El Ministerio de Educación ofrece una biblioteca digital de Libros de Texto Gratuitos para Bachillerato a través de su portal curricular, donde se pueden descargar en PDF los manuales y guías para cada asignatura y grado de BGU. Asimismo, el sitio externo Libros de Texto del MINEDUC recopila enlaces directos a estos materiales.

### En España
El bachillerato se estudia en un instituto de educación secundaria (IES). Anteriormente, se cursaba el Bachillerato Unificado Polivalente (BUP), que sustituyó al bachillerato superior, al igual que la Educación General Básica (EGB) sustituyó al bachillerato elemental. Para acceder a la universidad, era necesario el Curso de Orientación Universitaria (C.O.U.), que preparaba para la selectividad, sustituyendo al antiguo curso preuniversitario o "Preu".
En España, el bachillerato es una etapa posobligatoria de la educación secundaria y, por tanto, tiene carácter voluntario; consta de dos cursos académicos. Se realiza después de la educación secundaria obligatoria, entre los dieciséis y los dieciocho años, y son estudios previos a los estudios superiores. Una vez finalizado y obtenido el título de bachillerato, se puede optar por el mundo laboral, por un ciclo formativo de grado superior de formación profesional o por la universidad. Si se quieren realizar estudios universitarios, se debe superar una  Prueba de Acceso a la Universidad (PAU), comúnmente llamada selectividad.
Para incorporarse al ciclo formativo de grado superior, solo se requiere un certificado con la nota media obtenida del bachillerato.
Los alumnos tienen 4 materias comunes por curso: Lengua Castellana y Literatura (en 1.º y 2.º), Primera Lengua Extranjera (en 1.º y 2.º), Filosofía (en 1.º), Educación Física (en 1.º), Historia de España (en 2.º) e Historia de la Filosofía (en 2.º). Cada curso cursarán 3 optativas de su modalidad
A 13 de mayo de 2025 solo hay cuatro modalidades y 5 itinerarios:
- Ciencias; Matemáticas, Biología, Física, Química, Dibujo Técnico…;
- Ciencias Sociales y Humanidades; Matemáticas, Latín, Griego, Economía, Geografía, Historia…;
- Artes: Dos itinerarios, que son Artes Plásticas o Artes Escénicas;
- General: El estudiante puede elegir materias de las otras tres modalidades;

- Excelencia: Con un proyecto de investigación en universidad.[6]

```
En las comunidades donde hay otra lengua cooficial junto con el castellano, se estudia también lengua y literatura de esa lengua (catalán, valenciano, gallego o euskera) en el núcleo común de ambos cursos.
```

Para realizar los dos cursos de bachillerato, se puede estar matriculado un máximo de cuatro cursos en régimen ordinario, ya sean consecutivos o no. Este límite no existe para régimen nocturno o a distancia.

### En Estados Unidos
Tras conseguir el diploma de secundaria (high school diploma en idioma inglés), el estudiante puede continuar su educación, ingresando en una preparatoria y luego en una universidad a cursar estudios superiores. Tras culminar los estudios de pregrado pueden obtener el bachiller universitario como: Bachelor of Arts, Bachelor of Science, Bachelor of Laws, etc.

### En El Salvador
La educación media en El Salvador ofrece la formación en dos modalidades, una general y otra vocacional. Los estudios de educación media culminan con el grado de bachiller. El bachillerato general tiene una duración de dos años, mientras que el bachillerato técnico-vocacional es de tres años. El tiempo de duración del bachillerato nocturno es de tres y cuatro años para las modalidades general y vocacional, respectivamente. Para obtener el grado de Bachiller es indispensable haber cursado y aprobado el plan de estudios correspondiente, incluyendo el servicio social estudiantil; además de someterse a una prueba obligatoria establecida por el Ministerio de Educación para medir el aprendizaje y las aptitudes de los estudiantes. Dicho examen, aplicado desde 1997, fue conocido con el nombre oficial de Prueba de Aprendizaje y Aptitudes para Egresados de Educación Media (PAES). Sin embargo, a partir del año 2020, el Ministerio de Educación de El Salvador lanzó la prueba AVANZO que sustituyó a la Prueba de Aprendizajes y Aptitudes para Egresados de Educación Media (PAES), transformando el carácter sumativo de la prueba anterior y caminando a una evaluación más integral de las capacidades de los estudiantes.
Los centros educativos oficiales en El Salvador que imparten la educación media se definen como Institutos Nacionales para el sector público, mientras que las instituciones privadas son llamadas colegios o liceos.

### En Honduras
El bachillerato fue implementado en los primeros centros de estudios superiores en el siglo XIX, y se continuó con la creación de colegios nacionales de segunda enseñanza hasta mediados del siglo XX cuando fue creado el Bachillerato en Ciencias y Letras con una duración de dos años; y que servía como base para entrar a la universidad. En los años 1960 fue creado el Bachillerato en Promoción Social; seguidamente en los años 1990 apareció el Bachillerato Técnico en computación con la afluencia del uso de computadoras y la modernización del sistema informático, también aparecieron el Bachillerato en Administración de Empresas, para fomentar la iniciativa de creación de pequeñas y medianas empresas, el Bachillerato Técnico en Salud, con el fin de estimular y dar un avance a los estudiantes en carreras médicas. Los bachilleratos constan de dos a tres años de duración dividido en semestres y en el último año, se realiza una práctica o servicio social comunitario.

### En México
En México, el bachillerato es también conocido como preparatoria. El período de estudio es generalmente de tres años, pero existen preparatorias de dos y de cuatro años. Algunas se dividen en varias áreas de especialidad, donde los estudiantes adquieren conocimientos básicos para posteriormente ingresar a la Universidad. Además existen las preparatorias técnicas y las preparatorias abiertas, todas deben estar incorporadas a la SEP (Secretaría de Educación Pública) o a alguna universidad estatal o nacional. Entre ellas se encuentran: la UNAM, el IPN, la UAM, la UAQ y la UACM en la Ciudad de México la UANL en Nuevo León, la UADY en Yucatán,la UAEH la Universidad Autónoma del estado de Hidalgo, la universidad Autónoma Tamaulipas en Tamaulipas, la Universidad Autónoma de Aguascalientes, la Universidad Michoacana de San Nicolás de Hidalgo en Michoacán, la Universidad Veracruzana en Veracruz, la Universidad de Guadalajara en Jalisco y la Universidad de Guanajuato en Guanajuato. Cada uno de los 31 estados de la República Mexicana tiene una universidad estatal; la mayoría de las cuales son autónomas.
Se conoce al grado de bachiller como medio superior y es el grado educativo que sigue a la educación media o secundaria, de acuerdo al artículo 3° de la constitución mexicana, se considera obligatorio cursar este nivel educativo.
El Bachillerato General en México abarca tres años de Educación Media Superior (equivalentes a 12.º–14.º grados internacionales), dirigidos a jóvenes de 15 a 18 años, y se sustenta en el Marco Curricular Común de la Educación Media Superior (MCCEMS) aprobado por la SEP.

#### Plan de Estudios 2025
El programa de estudio 2025 se basa en dos componentes:
1. Formación Básica (tronco común): Ética, Matemáticas, Español, Inglés, Ciencias Sociales, Ciencias Naturales, Informática, Taller de Lectura y Redacción y Metodología de la Investigación.
2. Formación Propedéutica o Técnica: módulos de especialización según la modalidad (Tecnológico, Científico-Humanístico o General).

#### Grados
Mapa curricular de grados de bachillerato:
- Primer Semestre (equiv. 1.º de Bachillerato)
- Segundo Semestre (equiv. 1.º de Bachillerato)
- Tercer Semestre (equiv. 2.º de Bachillerato)
- Cuarto Semestre (equiv. 2.º de Bachillerato)
- Quinto Semestre (equiv. 3.º de Bachillerato)
- Sexto Semestre (equiv. 3.º de Bachillerato)

#### Campos formativos y asignaturas
Programas de estudio aprobados para este ciclo escolar 2025-2026
- Comunicación (Español, Lectura y Redacción)
- Pensamiento Matemático (Matemáticas I y II)
- Ciencias Naturales (Biología, Química, Física)
- Ciencias Sociales (Historia, Geografía, Ética)
- Tecnologías de la Información y la Comunicación (Informática)
- Artes (Educación Artística, Cultura Digital)
- Inglés (Inglés I y II)
- Metodología de la Investigación[13]

La Nueva familia de Libros de Texto Gratuitos, producida por la SEP y distribuida por CONALITEG, cubre todas las asignaturas del Bachillerato en formatos físico y digital. El catálogo para el ciclo 2025–2026 estará disponible en línea en el portal Libros SEP desde el 19 de agosto de 2025, con opciones de lectura en línea y descarga.
Debido a la alta demanda, se crearon los programas de educación a distancia, mismos que hacen uso de las tecnologías para disminuir la deserción escolar y aumentar las oportunidades de superación, ya que en México, de acuerdo al último censo de población y vivienda (INEGI 2010), la mitad de la población tiene 26 años o menos. Los jóvenes en México tienen en promedio 10 años de escolaridad, lo que equivale al primer año de educación media superior. Sin embargo, considerando solo al grupo de 25 a 29 años de edad, destaca que más de la mitad (53.4%) tiene escolaridad menor a la educación media superior, lo cual refleja un significativo rezago (INEGI, 2011).
Algunas de las ventajas de la educación virtual:
- Es posible acceder a más personas con menos inversión que en modalidad presencial, especialmente en zonas mal comunicadas, pues no es necesario construir ni dotar de medios a nuevos centros educativos.
- Facilita combinar el trabajo y el estudio.

Algunas de las desventajas de la educación virtual:
- No hay interacción directa y ágil con los profesores ni el resto de alumnos.
- No hay acceso a laboratorios ni a materiales sofisticados.
- Exige una alta motivación y constancia en el estudio por parte de los alumnos.

### En Nicaragua
En este país primero es la educación inicial la cual se divide en tres niveles. Le sigue la educación primaria dividida en seis grados y la cual es obligatoria. El bachillerato en el país centroamericano corresponde a la educación media, son 5 años en total, también está la modalidad de bachillerato a distancia para las personas que no pueden cursar en turno regular y lo hacen ya sea sabatino o dominical. Igualmente el bachillerato por madurez. Para optar al título de bachiller se debe haber aprobado todas las materias tomadas con una puntuación igual o mayor a 60% y además de haber presentado y aprobado el proyecto monográfico.

### En Panamá
En Panamá el sistema educativo regular consta de tres niveles. El primer nivel de enseñanza o educación básica general comprende tres subniveles: educación preescolar, cuya duración son dos años y va dirigida a niños en edades entre 4 y 5 años; educación primaria, que comprende 6 años y va dirigida a niños en edades entre 6 y 11 años; y educación pre-media, cuya duración son tres años y que va dirigida a niños entre 12 y 14 años. Estos subniveles son gratuitos y obligatorios por Ley. El segundo nivel de enseñanza o educación media (también llamado Bachillerato) consta de tres años y es de carácter gratuito y el tercer nivel de enseñanza o educación superior comprende la educación postmedia, no universitaria y universitaria y su duración puede variar dependiendo de los programas de cada universidad.

### En Paraguay
En Paraguay, la educación primaria se divide en ciclos, antes de llegar a la educación media diversificada, después de la cual se obtiene el Bachillerato en Educación Media. El primer ciclo consta de los tres primeros tres grados de primaria. El segundo ciclo lo conforman los otros tres años de primaria concluyendo la primaria de seis años, luego el tercer ciclo que consta de tres años llama Educación Escolar Básica o secundaria. Finalmente, concluidos todos los ciclos se llega a la educación diversificada. La educación media es consistente en tres años también. Este título es necesario para aspirar a la Educación Superior, en otras palabras, a la educación universitaria. Para entrar en las Universidades Estatales (como, por ejemplo, la Universidad Nacional) es necesario el título de Bachillerato y un examen de admisión.

### En Perú
En Perú, la Educación Básica Regular (EBR) tiene tres niveles: Inicial, Primaria y Secundaria. El bachillerato, como es usado en la mayoría de países de habla hispana, no existe como tal, pero tendría su equivalente en la etapa final de la educación secundaria y en la formación preparatoria para la universidad. No debe confundirse con el título o grado de Bachiller, que es el grado académico obtenido después de culminar los estudios universitarios de pregrado; para obtener este grado se requiere haber aprobado los estudios de pregrado, así como la aprobación de un trabajo de investigación y el conocimiento de un
idioma extranjero, de preferencia inglés o lengua nativa.
Según la Ley General de Educación, en la secundaria se egresa como Egresado de la Educación Básico Regular o Alternativo (con certificado de estudios o Constancia de Logros de Aprendizaje), pero en algunos exclusivos colegios privados y en los Colegios de alto rendimiento (COAR), pueden optar la obtención del Bachillerato Internacional.
El bachillerato corresponde a la etapa final de la educación secundaria, que tiene una duración de cinco años y es regulada por el Ministerio de Educación (MINEDU). Al concluir esta etapa, los estudiantes obtienen el título de Bachiller en Educación Secundaria, que les permite acceder a la educación superior universitaria o técnica.
El sistema educativo peruano está organizado en varios niveles, siendo la educación secundaria obligatoria y comprendiendo los grados de primero a quinto de secundaria. El bachillerato se obtiene tras completar satisfactoriamente estos cinco años y aprobar los exámenes finales establecidos por las instituciones educativas y supervisados por el MINEDU. Además, el Ministerio de Educación supervisa y regula las modalidades de estudio, asegurando la calidad educativa a nivel nacional.
Existen diversas modalidades dentro del bachillerato en Perú, que incluyen:
- Bachillerato general: orientado a la formación académica básica para continuar estudios universitarios o técnicos.
- Bachillerato técnico-productivo: enfocado en la formación práctica y técnica para la inserción laboral directa, con especializaciones en áreas como informática, turismo, administración, entre otras.

El MINEDU también promueve la educación técnico-productiva y superior tecnológica y artística, facilitando la formación profesional en distintos campos para atender las demandas del mercado laboral peruano.
El Ministerio de Educación ofrece recursos educativos gratuitos, como libros de texto digitales y plataformas educativas (PerúEduca, Aprendo en Casa), para apoyar a los estudiantes y docentes durante el proceso de enseñanza-aprendizaje. Además, impulsa programas de becas y apoyo para facilitar el acceso y permanencia en la educación superior.
La regulación y supervisión del sistema educativo peruano, incluyendo el bachillerato, están a cargo del MINEDU, que formula políticas nacionales y planes estratégicos para garantizar la calidad y equidad educativa en todo el país.
Las modalidades de bachillerato están integradas dentro de la Educación Básica Regular y la Educación Básica Alternativa, que comprenden la educación secundaria, y se organizan principalmente en dos ciclos: un ciclo general obligatorio de dos años y un ciclo diversificado de tres años, con opciones científico-humanista y técnico-productiva.
Las principales modalidades de bachillerato en el nivel secundario son:
- Bachillerato en Educación Básica Regular (EBR):
  - Comprende cinco años de educación secundaria, con un currículo que incluye formación científica, humanista y técnica. El ciclo diversificado ofrece una formación técnico-productiva orientada a competencias laborales y empresariales, además de la formación general. Esta modalidad se brinda en forma escolarizada y no escolarizada, adaptándose a la diversidad cultural y social del país.
- Bachillerato en Educación Básica Alternativa (EBA):
  - Dirigida a jóvenes y adultos, así como a adolescentes en situación de extraedad escolar (a partir de 14 años), que necesitan compatibilizar estudio y trabajo. Esta modalidad consta de cuatro ciclos de estudios equivalentes a los cinco grados de secundaria, con objetivos y calidad educativa equivalente a la EBR. Permite la continuidad educativa de personas que no pudieron insertarse oportunamente en el sistema regular.
- Educación Técnico-Productiva:
  - Modalidad orientada a la adquisición de competencias laborales y empresariales. Se organiza en ciclos básico y medio, con especialidades técnico-productivas que responden a las necesidades laborales regionales y nacionales. Los estudiantes pueden acceder a esta modalidad desde la educación secundaria para obtener formación práctica y técnica que facilite su inserción en el mercado laboral.

Estas modalidades se complementan con la educación básica especial y la educación intercultural bilingüe, que atienden a estudiantes con necesidades educativas especiales y a comunidades indígenas, respectivamente.
El bachillerato en Perú se articula en modalidades que buscan atender la diversidad de la población estudiantil, combinando formación general, técnica y laboral para facilitar tanto la continuación de estudios superiores como la inserción en el mundo laboral.

### En Puerto Rico
En Puerto Rico, la educación consiste en tres ciclos, Elemental, Intermedia y Superior. Los términos son iguales que en las jurisdicciones estatales de los Estados Unidos (elementary, middle y high school), esto se debe a que Puerto Rico es un estado libre asociado de los Estados Unidos. Luego de terminar la escuela superior, se puede optar en entrar en la Universidad, Instituto Técnico o Colegio Universitario. Un título de bachillerato es después de la secundaria en Puerto Rico. Es un grado de licenciatura universitaria, se tarda aproximadamente de 4 a 6 años universitarios o hasta obtener el grado. Luego del bachillerato, los universitarios pueden optar por hacer estudios conducentes al grado de maestría y finalmente el doctorado. Los grados menores del bachillerato y posterior a terminar la escuela superior son: la Certificación técnica, que es de 0 a 1 años de especialidad, y el Grado Asociado, que va de 2 a 3 años de especialización.

### En República Dominicana
En la República Dominicana, el bachillerato comprende los cuatro años de educación secundaria. El título de Bachiller es uno de los requisitos para matricularse en cualquier universidad dominicana. Este puede ser: Bachiller en Ciencias Físicas y Matemáticas, Bachiller en Ciencias Físicas y Naturales, Bachiller en Filosofía y Letras, y Bachiller Técnico. El Bachillerato Técnico es impartido por ciertas escuelas técnicas como el
Instituto Politécnico Loyola, Instituto Politécnico Francisco José Peynado Colegio Apec Fernando Arturo de Meriño (CAFAM) y otros, donde al estudiante se le enseña una carrera técnica conjuntamente con el bachillerato y tiene una duración de cinco años. El graduado, al optar por continuar los estudios universitarios, ingresa en la universidad como perito técnico, y muchos de los cursos son convalidados.

### En Uruguay
Después de haber cursado los estudios del ciclo básico (tres años de liceo). Tras haber cursado el ciclo básico, se da la posibilidad de cursar el bachillerato. Este se compone de tres años adicionales. En los cuales el primer año se utiliza para aprender múltiples conocimientos adicionales. En el segundo año se escoge la orientación deseada por el alumno, ya sea bachillerato: científico, biológico, humanístico o artístico. En el último año de bachillerato se profundiza los conocimiento de la rama del conocimiento escogida, por ejemplo un alumno de bachillerato científico puede elegir profundizar en la parte de ingeniería o en temas centralizados en la arquitectura. Este pasaje resulta esencial para poder acceder a la universidad Uruguaya
En Uruguay, el Bachillerato es el segundo ciclo de la educación secundaria. Tiene una duración de tres años, y puede cursarse tras haber finalizado el ciclo básico, el cual también tiene una duración de tres años (por lo tanto, el primer año del Bachillerato es el cuarto del total de años que tiene la educación secundaria). Al segundo año de Bachillerato el alumno debe elegir una o más de las siguientes diversificaciones: Humanística, Científica, Biológica y Arte y Expresión. Al tercer año de Bachillerato, y dependiendo de lo que se cursó en el segundo, el alumno puede elegir entre las siguientes opciones: Social-Económica (Economía), Físico-Matemática (Ingeniería), Ciencias Biológicas (Medicina), Arte y Expresión, Social-Humanística (Derecho), Matemática-Diseño (Arquitectura) y Ciencias Agrarias (Agronomía).
Los alumnos que tengan el Bachillerato aprobado tienen la posibilidad de ingresar a las carreras y cursos de nivel terciario comprendidos dentro de:
- Universidad de la República (UdelaR) (estatal)
  - Facultades y Escuelas Universitarias
- Universidades privadas
- Institutos de formación docente
- Escuelas Militares
- Escuela Nacional de Policía
- Convenio Consejo de Educación Técnico Profesional, UdelaR
  - Tecnólogo
- Educador Social (Consejo de Formación en Educación)
- Escuela Multidisciplinaria de Arte Dramático Margarita Xirgu (Intendencia de Montevideo)
- Aviación Civil

### En Venezuela
En Venezuela, se otorga actualmente el título de bachiller de la República al estudiante que completó o bien sea los cinco años de Educación Media General, seis años de Educación Media Técnica o 6 periodos de la Modalidad de Jóvenes, Adultas y Adultos, más los seis años de primaria y uno de inicial del subsistema de educación básica en el país.
Luego, para poder ingresar al sistema universitario o de educación superior, es necesario poseer el título de bachiller, que se obtiene estudiando los 2 años de Educación Media Diversificada, en donde se podrá optar por estudiar una «carrera corta» de 3 años, que por lo general otorgan el título de Técnico Superior Universitario (TSU) y que se estudian en Institutos Universitarios de Tecnología y afines, o una carrera larga de 5 años (o más en algunas) que se estudia en Universidades y Politécnicos, otorgando títulos de licenciado, ingeniero, médico cirujano (6 años).
Para ingresar a la Educación Superior en Venezuela, es necesario tener este título, presentar las pruebas de admisión de cada universidad o facultad. Hay un proceso nacional que se lleva a la par con el proceso autónomo de las Universidades conjuntamente con los de cada facultad. Para optar a la Educación Superior en Universidades autónomas, es necesario un promedio mínimo de 14 puntos sobre 20.
Debido al aumento de las matrículas de estudiantes universitarios, más graduados universitarios coparon el mercado laboral desplazando a los bachilleres. Desde los años 1970 dicho título no da ningún privilegio a las personas que lo obtienen. Motivo por el cual solo son tomados en cuenta los que obtienen títulos de Educación Superior, relegando a los que simplemente obtienen títulos de Bachiller a oficios y personal administrativo.
Sin embargo, en aras de ampliar la base de estudiantes de educación media y ofrecer igualdad de oportunidades a todos los estratos sociales, el Ministerio de Poder para la Educación promulgó el 21 de noviembre de 2016 la Resolución DM/N.º 0142, mediante la cual promueve un proceso de Transformación Curricular para la Educación Media General en la Modalidad de Educación para Jóvenes y Adultos. Es de este modo, que Institutos de Educación Media de capital público o privado, les es posible incluir una franja de la población que no tuvieron la oportunidad de estudiar oportunamente el nivel de educación media. Esta modalidad de estudio semipresencial ha sido comúnmente llamada «parasistema», existiendo así una alternativa adicional para lograr el certificado de Bachiller en un lapso de tres años, acortando así el tiempo el tradicional bachillerato de cinco años.

## Modalidades internacionales en español
El bachillerato existe también en las modalidades internacional y europea. En ambas se puede estudiar, entre otros idiomas, en español en las escuelas que lo ofrecen alrededor del mundo en el caso del bachillerato internacional y en las ciudades europeas donde existen en el caso del bachillerato europeo.

## En los países francófonos
Se le denomina terminale, tras el cual viene el examen de selectividad (baccalauréat). En Canadá, se obtiene después de los cuatro primeros años universitarios. En Francia, luego de un examen al fin de los estudios secundarios. En Suiza, baccalauréat es el nombre dado en algunos cantones al examen de «madurez».